# Engine Alliance
Engine Alliance est une coentreprise entre les deux entreprises américaines General Electric et Pratt & Whitney. Elle a été fondée en août 1996 pour développer, produire et vendre une série de nouveaux moteurs pour des avions long-courrier à grande capacité.
Actuellement, le seul moteur produit par Engine Alliance est le GP7200, utilisé sur l'Airbus A380.
Ce moteur a connu deux pannes notables en 2017.